# مؤسسه تحقیقات جنگل مالزی
مؤسسه تحقیقات جنگل مالزی (انگلیسی: Forest Research Institute Malaysia) (مخفف انگلیسی: FRIM) (به مالایی: Institut Penyelidikan Perhutanan Malaysia) یک سازمان دولتی قانونی در دولت مالزی است که در زمینه منابع طبیعی و پایداری محیط‌زیست به فعالیت می‌پردازد. این سازمان، مدیریت بهره‌برداری پایدار و بهینه از منابع جنگلی در مالزی را با تولید دانش و تکنولوژی از طریق پژوهش، توسعه و بکارگیری در جنگل استوایی، بهبود می‌بخشد. این سازمان در شهرک کپونگ، نزدیک کوالا لامپور قرار دارد.
منطقۀ جنگلی ایجاد شده توسط این مؤسسه، بزرگ‌ترین و قدیمی‌ترین جنگل بارانی استوایی بازآفرینی شده در جهان است.